# Pivot Stickfigure Animator
 (juillet 2010).
Si vous disposez d'ouvrages ou d'articles de référence ou si vous connaissez des sites web de qualité traitant du thème abordé ici, merci de compléter l'article en donnant les références utiles à sa vérifiabilité et en les liant à la section « Notes et références ».
Pivot Stickfigure Animator (souvent abrégé en Pivot) est un logiciel permettant aux utilisateurs de créer des animations de bonshommes allumettes et de les sauvegarder en tant que GIF animés. Il utilise des fichiers ".stk" pour les ressources et ".piv" pour sauvegarder les projets.
Pivot utilise des "bâtons" à tailles fixes, de sorte à assurer la cohérence vis-à-vis de l'animation. Le logiciel fournit une interface assez simple d'utilisation, et diverses options permettant une certaine diversité. L'animation se déroule en image par image, et la vitesse de défilement d'image (FPS) peut être changée à tout moment.

## Historique des versions

### Première version
Lors de la première version de Pivot Animator, les utilisateurs n'avaient à leur disposition que le Stickman de base. Les animations pouvaient être enregistrées en .piv (Pivot Project File) ou exportées en .GIF. Les utilisateurs pouvaient modifier quelques options telles qu'un recadrage ou une compression lors d'une sauvegarde.

### Pivot 2.2
Lors de cette mise à jour, de nombreuses options ont été ajoutées, telles que le 'Stick Figure Builder', qui permet de créer son propre Stickman grâce à diverses options, et l'enregistrer au format .STK. Sur le menu, l'option permettant de placer son Stickman en premier plan ou en dernier plan a été implémentée. De nombreux bugs ont également été corrigés.

### Pivot 3.1 Beta
Cette mise à jour a apporté une meilleure interface au logiciel, avec de nouvelles icônes, ainsi qu'un Stickman par défaut plus soigné. Cette mise à jour a aussi permis à l'utilisateur d'importer des Sprites, pouvant être déplacés et bougés dans le cadre comme un Stickman. Dans l'animation, l'utilisateur a désormais eu la possibilité d'ajouter plusieurs Backgrounds. Lorsqu'un utilisateur sauvegardait son animation, le framerate était dorénavant enregistré. Ce qui veut dire que la vitesse de défilement des images était sauvegardée lorsqu'on quittait le projet, ce qui n'était pas le cas dans les autres versions.

### Pivot 4.1
Pivot 4.1 est une version sortie le 2 janvier 2013, incluant de multiples ajouts :
- L'opacité des stickfigures peut être changée.
- La zone du cadre a été agrandie, permettant une meilleure utilisation.
- Possibilité de sélectionner plusieurs Stickfigures à la fois, ou même de les éditer.
- Ajout d'une option permettant d'augmenter ou réduire la taille d'un trait d'un Stickfigure directement depuis l'animation, en maintenant Ctrl.
- Ajout d'une option permettant d'augmenter la taille du Stickfigure ou de le tourner directement depuis l'animation, en maintenant Alt.
- Ajout d'une nouvelle option dans l'éditeur de stickfigure, permettant de séparer un segment en deux.
- Possibilité de copier/coller une frame.
- Amélioration de la qualité lors de l'exportation en .GIF, et ajout de divers options.
- Possibilité d'exporter une animation en .Avi.
- Ajout d'une option permettant de joindre deux figures en un point précis.
- Le logiciel supporte désormais les .png pour les sprites et les backgrounds.
- De nombreuses langues disponibles.
- Ajout de la fonction Undo/Redo
- Lors de la sélection d'un stickfigure, il peut être pré-visualisé.

Le 1er janvier 2015 fut délivré la version 4.2 Beta, avec quelques nouvelles options.